# Relations entre la France et le Monténégro
Les relations entre la France et le Monténégro désignent les relations diplomatiques bilatérales s'exerçant entre deux pays européens, la République française et le Monténégro. Ces relations sont qualifiées d'excellentes.

## Période contemporaine

### Relations économiques
Après les citoyens de la fédération de Russie, les Français constituent le plus gros effectif de touristes au Monténégro, hors pays voisins.

### Échanges culturels
Le Monténégro est membre observateur de l'Organisation internationale de la francophonie et accueille un Institut français.

### Coopération militaire
La France et le Monténégro sont membres de l'OTAN et à ce titre, combattent ensemble au Mali et au Sahara occidental.